# Hemigrammopetersius barnardi
Hemigrammopetersius barnardi és una espècie de peix de la família dels alèstids i de l'ordre dels caraciformes.

## Morfologia
- Els mascles poden assolir 7 cm de longitud total.[3][4]

## Alimentació
Menja petits insectes i invertebrats.

## Hàbitat
És un peix d'aigua dolça i de clima tropical (24 °C-27 °C).

## Distribució geogràfica
Es troba a Àfrica: Malawi i Moçambic.